# Colosseum (groupe)
Pour les articles homonymes, voir Colosseum.

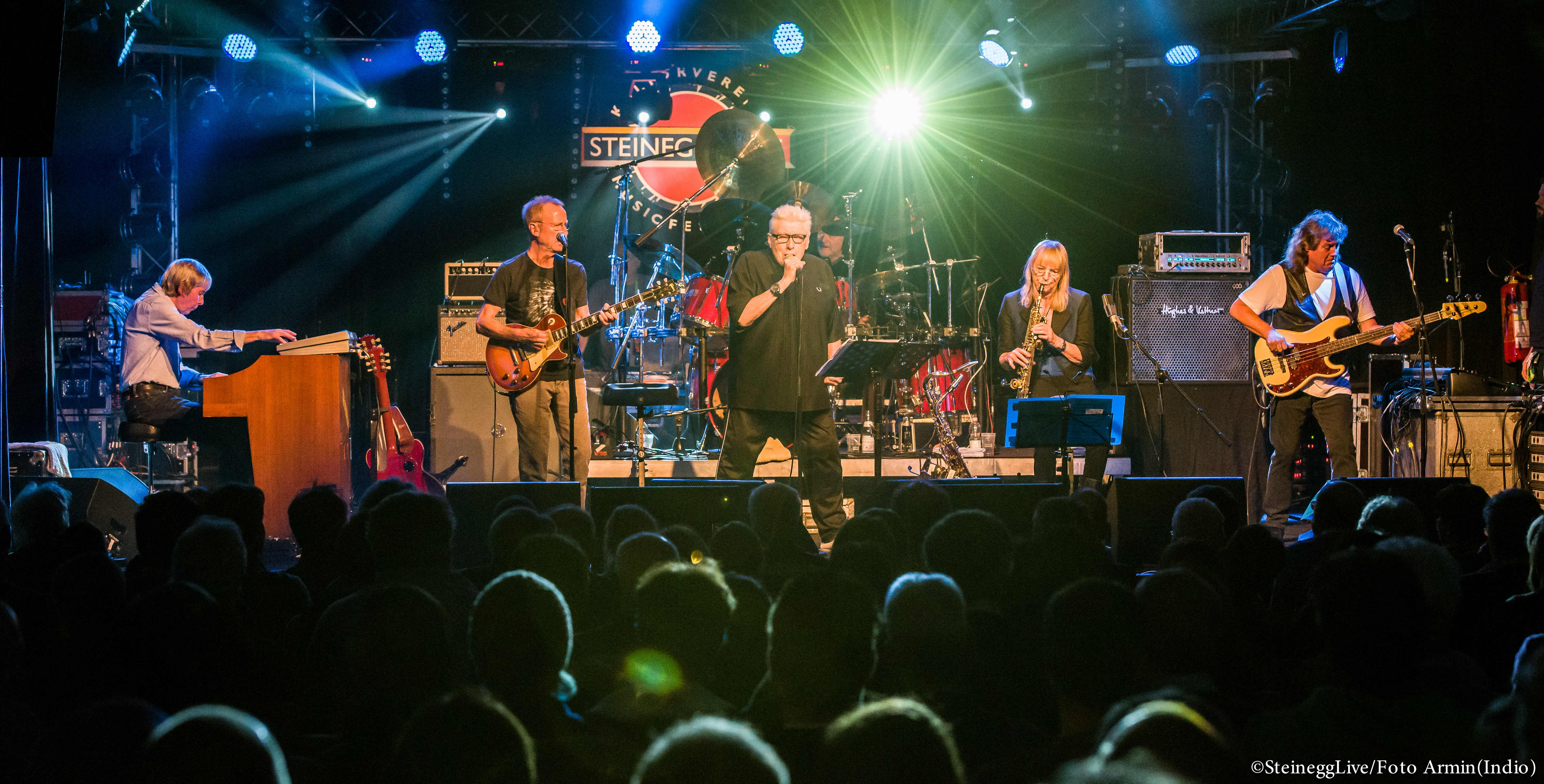
Colosseum live, Steinegg Live Festival 2014.

Colosseum est un groupe jazz rock britannique. Il est considéré comme une des influences majeures du mouvement du rock progressif des années 1970. Le groupe mêle, blues, rock et jazz d'une manière improvisée.

## Biographie

### Première phase (1968–1974)
Le groupe est formé en 1968 par le batteur Jon Hiseman, le saxophoniste ténor Dick Heckstall-Smith et le bassiste Tony Reeves trois ex-membres de John Mayall's Bluesbreakers, et le guitariste James Litherland. Leurs concerts font rapidement sensation et, avec le soutien du déjà célèbre John Peel, qui les diffuse régulièrement sur les ondes de la BBC, ils sont signés par une branche de Philips, le jeune label Vertigo (le label qui a signé Black Sabbath).
La composition du groupe évolue constamment au cours de leur histoire, mais c´est avec Dave Greenslade, Clem Clempson, Chris Farlowe et Mark Clarke qui remplace Tony Reeves, qu´ils enregistrent leurs deux plus grands succès, Daughter of time et Colosseum Live.
En 1969, le groupe publie l'album Valentyne Suite.  Leur troisième album, The Grass Is Greener, est publié uniquement aux États-Unis en 1970  : il contient un certain nombre de morceaux déjà publiés sur l'album Valentyne Suite mais aussi quelques nouvelles chansons. Pour l'enregistrement de celles-ci, Dave « Clem » Clempson remplace James Litherland. Louis Cennamo remplace ensuite brièvement Tony Reeves à la basse qui est lui-même remplacé par Mark Clarke pendant un mois.

### Colosseum II (1975–1978)
À la séparation du groupe, Hiseman et Clarke forment brièvement Tempest (deux albums studio) puis reprennent le flambeau sous le nom de Colosseum II avec un nouveau line-up, dans lequel on retrouve Gary Moore et Don Airey (futur Rainbow et Deep Purple), qui propose un mélange de jazz fusion et de rock. Dave Clem Clempson va quant à lui remplacer Peter Frampton chez Humble Pie de 1971 à 1975.

### Retour (1994–2015)
En 1994 le groupe se reforme, pour une tournée immortalisée par un album live, reformation qui donne lieu à plusieurs albums studio et à des éditions spéciales de Valentyne Suite et Colosseum Live.
La saxophoniste Barbara Thompson, épouse de Jon Hiseman, rejoint la troupe en 2004 à la mort de Dick Heckstall-Smith.
Entre 2011 et 2014, le groupe entreprend une nouvelle tournée malgré la maladie de Parkinson de Thompson. À l'occasion de leur 40 ans d'existence, le groupe publie l'album live Colosseum Live qui fait participer Jon Hiseman (chant), Barbara Thompson (saxophone), Chris Farlowe (chant), Mark Clarke (basse), David Clempson (guitare) et Dave Greenslade (orgue). Colosseum joue le 28 février 2015 au Shepherds`s Bush Empire de Londres, avant de se séparer la même année.

### Dernière formation (depuis 2020)
Colosseum se reforme à nouveau après la mort de Jon Hiseman en 2018 pour donner des concerts en sa mémoire à partir de 2020. La formation est composée de Chris Farlowe, Clem Clempson et Mark Clarke, rejoints par Kim Nishikawara (saxophone), Adrian Askew (claviers, orgue) et Malcolm Mortimore (batterie ). En août 2021, le poste de claviériste passe à Nick Steed. Cette nouvelle mouture commence sa tournée le 29 août à Hambourg au Landhaus Walter pour se poursuivre au Royaume-Uni.

## Membres

### Membres actuels
- Chris Farlowe - chant (1970–1971, 1994–2015, depuis 2020)
- Dave Clem Clempson - guitare, chant (1969–1971, 1994–2015, depuis 2020)
- Mark Clarke - basse, chant (1970–1971, 1994–2015, depuis 2020)
- Kim Nishikawara - saxophone (depuis 2020)
- Nick Steed - claviers (depuis 2020)
- Malcolm Mortimore - batterie (depuis 2020)

### Anciens membres
- Dave Greenslade - chant, claviers (1968–1971, 1994–2015)
- Jim Roche - guitare (1968)
- James Litherland - guitare, chant (1968–1969)
- Tony Reeves - basse  (1968–1970)
- Louis Cennamo - basse (1970)
- Jon Hiseman (†) - batterie (1968–1971, 1994–2015), mort le 12 juin 2018
- Dick Heckstall-Smith (†) - saxophone (1968–1971, 1994–2004), mort le 17 décembre 2004
- Barbara Thompson - saxophone (2004–2015)
- Adrian Askew - claviers, orgue (2020-2021)

## Discographie
- 1969 : Those Who Are About To Die Salute You/Morituri Te Salutant
- 1969 : Valentyne Suite
- 1969 : The Grass Is Greener
- 1970 : Daughter Of Time
- 1971 : Colosseum Live
- 1976 : Strange New Flesh (Colosseum II)
- 1977 : Electric Savage (Colosseum II)
- 1978 : Wardance (Colosseum II)
- 1994 : Colosseum Lives (concert de réunion, album live)
- 1997 : Bread and Circuses
- 2000 : Anthology
- 2003 : Tomorrow's Blues
- 2007 : Live 05
- 2014 : Time on our Side
- 2022 : Restoration [8]
- 2025 : XI